# 法维安·贝尔
法维安·克里斯罗格·贝尔（英語：Fabian Crisologo Ver，1920年1月20日—1998年11月21日），上将，是菲律宾武装部队总参谋长兼国家情报安全署署长，1983年8月21日涉嫌尼诺·阿基诺暗杀事件。1986年随独裁总统费迪南德·马科斯流亡美国。

## 生平
1920年，出生于北依罗戈省。
1937年，进入菲律宾大学法律系。
1942年，参加巴丹半岛战役。
1945年，任黎刹省保安司令、马卡蒂副警察总监。
1948年，赴西欧、加拿大警察部门受训。
1961年，在美国进行警务和军事训练。
1963年，在路易斯维尔大学、印第安纳大学学习。
1971年，任菲律宾总统府警卫营营长、警备司令。
1974年，兼任国家情报安全局局长。
1981年，任武装部队总参谋长兼国家情报安全署署长。
1983年，兼任美国克拉克空军基地、苏比克海军基地司令。8月，被停职。
1985年，复职。
1986年，随费迪南德·马科斯流亡美国。
1998年，在泰國曼谷去世。